# Heroku
Heroku是一个支持多种编程语言的云平台即服务。在2010年被Salesforce.com收购。Heroku作为最元祖的云平台之一，从2007年6月起开发，当时它仅支持Ruby，但后来增加了对Java、Node.js、Scala、Clojure、Python以及（未记录在正式文件上）PHP和Perl的支持。基础操作系统是Debian，在最新的技術堆栈则是基于Debian的Ubuntu。

## 历史
James Lindenbaum、Adam Wiggins和Orion Henry建立了Heroku，用于支持兼容Rack的项目。2009年10月，Byron Sebastian作为CEO加入了Heroku。2010年12月8日，Heroku成Salesforce.com完全控股的子公司。
2011年6月12日，Ruby的首席设计师松本行弘加盟该公司，担任Ruby的首席架构师。当月，Heroku加入了Node.js和Clojure的支持。
2011年9月15日，Heroku和Facebook合作。现在，除了基础的PostgreSQL之外，Heroku还支持Cloudant、Couchbase Server、MongoDB和Redis，既作为平台的一部分，又作为一个独立的服务。在Heroku服务器上运行的应用程序使用Heroku的DNS服务器连接至应用程序的域名（通常为“应用程序名.herokuapp.com”）。每个应用程序容器（称为dyno）跨越由多个服务器组成的“dyno grid”。Heroku的Git服务器处理来自授权用户的应用程序库推送请求。
2012年北美雷雨导致很多Heroku托管的应用脱机，服务持续中断近24小时。
2022年，Heroku宣佈终止免费服务。

## 竞争对手
- Engine Yard
- Ninefold
- OpenShift
- anynines
- AWS Elastic Beanstalk
- AWS OpsWorks
- Google App Engine
- Jelastic
- Pivotal Cloud Foundry
- Azure Web APPs
- AppFog